# Série Barcelona
Série Barcelona je kolekce padesáti černobílých litografií vytvořených Joanem Miróem a publikovaných v roce 1944. Jsou součástí stálé sbírky Fundació Joan Miró v Barceloně.

## Popis
Tato díla mohou být považována za předchůdce série olejů Konstalace z roku 1941. Na litografiích jsou zobrazena deformovaná těla zvířat a lidí, která jsou malířovou reakcí na Španělskou občanskou válku. Použil své tiskařské zkušenosti, s kterými experimentoval od 30. let, k vytvoření série, která může být interpretována jako padesát jednotlivých děl, nebo jako celek.
Během války bylo z důvodu nedostatku papíru vytištěno pouze sedm litografických sad. Litografie byly vytvořeny mezi lety 1939 až 1944. Byly vytištěny v Miralles, malé tiskárně v Barceloně v roce 1944, po Miróově návratu z francouzského exilu. V Barceloně se vytisklo pět kolekcí, dvě měl Miró jako zkušební. Dnes jsou známí pouze dva vlastníci: jednu kolekci má Joan Miró Foundation, druhou potomci Joana Pratse.

## Výstavy
- 1984 - Casa Elizalde - Joan Miró Barcelona series[3]
- 2010 - Fundació Pilar i Joan Miró a Mallorca (Palma de Mallorca) - Miró - Portabella. Poètica i transgressió
- 2011 - Fundació Joan Miró (Barcelona) - Joan Miró. L'escala de l'evasió